# Jan Vancaillie
Jan Vancaillie (Nieuwpoort, 15 oktober 1960) is een Belgisch director of photography.
Hij studeerde film aan de Hogeschool Sint-Lukas Brussel van 1979 tot 1983.
Doorheen de jaren was hij de cameraman bij een belangrijk staal van de Vlaamse filmproductie met films van Jan Verheyen, Frank Van Passel, Robbe De Hert, Guido Henderickx, Hilde Van Mieghem en Dorothée Van Den Berghe, evenals bij enkele van de meest geroemde televisieseries in die periode zoals Moeder, waarom leven wij?, Kongo, Terug naar Oosterdonk of Code 37.
Vancaillie geeft ook les aan Sint-Lukas en de Koninklijke Academie van Schone Kunsten van Gent. Hij is tevens getrouwd met Dorothée Van Den Berghe.

## Filmografie[1]
- 1991: Elias of het gevecht met de nachtegalen
- 1992: Boys
- 1993: Moeder, waarom leven wij? (televisieserie)
- 1995: Manneken Pis
- 1995: Brylcream Boulevard
- 1997: Kongo (televisieserie)
- 1997: Terug naar Oosterdonk (televisieserie)
- 1998: S.
- 2000: Team Spirit
- 2002: Villa des Roses
- 2002: Meisje
- 2004: De kus
- 2006: Dennis van Rita
- 2009: Dirty Mind
- 2009: My Queen Karo
- 2009: Code 37 (televisieserie, reeks 1)
- 2011: Het varken van Madonna
- 2012: De Vijfhoek (televisieserie)
- 2014: Amateurs (televisieserie)
- 2020: Black-out (televisieserie)

- Biblioteca Nacional de España: XX5340321
- Gemeinsame Normdatei: 1025784553
- International Standard Name Identifier: 0000 0004 2005 1489
- Virtual International Authority File: 305310746
- WorldCat: E39PBJdGQp6ftGRhJFdBXf3bBP